# نولينة صغيرة الثمار
نولينة صغيرة الثمار (الاسم العلمي:Nolina microcarpa) هي نوع من النباتات تتبع جنس النولينة من الفصيلة الهليونية.